# فالماوتسا
فالماوتسا (بالإنجليزية: Valmaotsa)‏ هي قرية تقع في إستونيا في Laeva Parish.